# Depressão psicótica
A depressão psicótica, também conhecida como psicose depressiva, é um episódio depressivo grave que é acompanhado por sintomas psicóticos. Pode ocorrer no contexto da perturbação bipolar ou da perturbação depressiva maior. Pode ser difícil distinguir da perturbação esquizoafetiva, um diagnóstico que requer a presença de sintomas psicóticos por pelo menos duas semanas sem a presença de quaisquer sintomas de humor. A depressão psicótica unipolar requer que as características psicóticas ocorram apenas durante os episódios de depressão maior. O diagnóstico usando o DSM-5 envolve o cumprimento dos critérios para um episódio depressivo maior, juntamente com os critérios para especificador de "com características psicóticas congruentes ou incongruentes com o humor".

## Sinais e sintomas
Os indivíduos com depressão psicótica apresentam os sintomas de um episódio depressivo maior, juntamente com um ou mais sintomas psicóticos, incluindo delírios e/ou alucinações. Os delírios podem ser classificados como congruentes ou incongruentes com o humor, dependendo se a sua natureza estiver ou não de acordo com o estado de humor do indivíduo. Temas comuns de delírios congruentes com o humor incluem culpa, perseguição, punição, inadequação pessoal ou doenças. Metade dos pacientes apresenta mais de um tipo de delírio. Os delírios ocorrem sem alucinações em cerca de metade a dois terços dos pacientes com depressão psicótica. As alucinações podem ser auditivas, visuais, olfativas (cheiro) ou hápticas (tato) e são congruentes com o material delirante. O afeto é triste, não plano. Anedonia grave, perda de interesse e retardo psicomotor estão tipicamente presentes.

## Causa
Os sintomas psicóticos tendem a se desenvolver após um indivíduo já ter tido vários episódios depressivos sem psicose. No entanto, uma vez que os sintomas psicóticos surjam, eles tendem a reaparecer a cada episódio depressivo futuro. O prognóstico para a depressão psicótica não é considerado tão mau quanto para as perturbações esquizoafetivas ou outras perturbações psicóticas primárias. Ainda assim, aqueles que experienciam um episódio depressivo com características psicóticas têm maior risco de recaída e suicídio, bem como, de sofrer anormalidades do sono mais pronunciadas.
Os familiares de pessoas que sofreram de depressão psicótica apresentam um maior risco de tanto desenvolverem depressão psicótica como esquizofrenia.
A maioria dos pacientes com depressão psicótica relata ter o primeiro episódio entre os idades 20 e 40 anos. Como ocorre com outros episódios depressivos, a depressão psicótica tende a ser episódica, com os sintomas durando um certo tempo e depois diminuindo. Embora a depressão psicótica possa ser crónica (durando mais de 2 anos), a maioria dos episódios depressivos dura menos de 24 meses. Um estudo conduzido por Kathleen S. Bingham descobriu que pacientes recebendo tratamento adequado para depressão psicótica entraram em "remissão". Eles relataram uma qualidade de vida semelhante à de pessoas sem DP.

## Fisiopatologia
Existem várias características biológicas que podem distinguir a depressão psicótica da depressão não psicótica. A diferença mais significativa pode ser a presença de uma anormalidade no eixo hipotálamo-pitulitária-adrenal (HPA). O eixo HPA parece estar desregulado na depressão psicótica, com testes de supressão de dexametasona demonstrando níveis mais altos de cortisol após a administração de dexametasona (isto é, supressão de cortisol mais baixa). Aqueles com depressão psicótica também têm proporções ventriculares cerebrais mais altas do que aqueles com depressão não psicótica.

## Diagnóstico

### Diagnóstico diferencial
Os sintomas psicóticos geralmente não são percebidos na depressão psicótica, seja porque os pacientes não achem que os seus sintomas sejam anormais ou porque os tentem ocultar de outras pessoas. Por outro lado, a depressão psicótica pode ser confundida com a perturbação esquizoafetiva. Devido à sobreposição de sintomas, o diagnóstico diferencial também inclui perturbações dissociativas.

## Tratamento
Diversas diretrizes de tratamento recomendam a combinação de um antidepressivo de segunda geração e um antipsicótico atípico ou monoterapia com um antidepressivo tricíclico ou terapia eletroconvulsiva (ECT) como tratamento de primeira linha para a depressão psicótica unipolar. Há algumas evidências que indicam que a terapia combinada de um antidepressivo com um antipsicótico é mais eficaz no tratamento da depressão psicótica do que o tratamento com monoterapêutico com um antidepressivo ou um placebo.
Os tratamentos farmacêuticos podem incluir antidepressivos tricíclicos, antipsicóticos atípicos ou uma combinação de um antidepressivo das categorias ISRS ou IRSN mais novas e mais bem toleradas e um antipsicótico atípico. Os antidepressivos tricíclicos podem ser particularmente perigosos, porque a sobredosagem pode causar arritmias cardíacas fatais.
No contexto da depressão psicótica, a seguir estão as combinações antidepressivo/antipsicótico mais bem estudadas
Primeira geração
- Amitriptilina/perfenazina[14]
- Amitriptilina/haloperidol[15]

Segunda geração
- Venlafaxina/quetiapina[16]
- Olanzapina/fluoxetina[17]
- Olanzapina/sertralina[18]

Na prática moderna da ECT, uma crise clónica terapêutica é induzida por corrente elétrica por meio de eletrodos colocados num paciente anestesiado e inconsciente. Apesar de muitas pesquisas, o mecanismo de ação exato da ECT ainda não é conhecido. A ECT traz o risco de déficits cognitivos temporários (por exemplo, confusão, problemas de memória), além da carga de exposições repetidas à anestesia geral.

## Pesquisa
Esforços são feitos para encontrar um tratamento que visa a fisiopatologia subjacente específica proposta da depressão psicótica. Um candidato promissor foi a mifepristona, que, ao bloquear competitivamente certos neuro-receptores, torna o cortisol menos capaz de agir diretamente no cérebro e, portanto, acredita-se que corrija um eixo HPA hiperativo. No entanto, um ensaio clínico de Fase III, que investigou o uso de mifepristona na DMP, foi encerrado precocemente devido à falta de eficácia.
A estimulação magnética transcraniana (EMT) está a ser investigada como uma alternativa à ECT no tratamento da depressão. A EMT envolve a administração de um campo eletromagnético focalizado ao córtex para estimular vias nervosas específicas.
Pesquisas mostram que a depressão psicótica difere da depressão não psicótica de várias formas: fatores precipitantes em potencial, biologia subjacente, sintomatologia além dos sintomas psicóticos, prognóstico de longo prazo, e capacidade de resposta ao tratamento psicofarmacológico e à ECT.

## Prognóstico
O prognóstico a longo prazo para a depressão psicótica é geralmente pior do que para a depressão não-psicótica.